# João Brandão Ferreira
João José Brandão Ferreira MSMM • MPCE • (23 de setembro de 1953) é um militar piloto-aviador português que atualmente é instrutor de voo na OMNI. Além da sua carreira militar, é também escritor de vários livros e artigos, tendo já publicado mais de 200 artigos e efetuado mais de 100 conferências. É ainda autor de vários livros entre eles A Evolução do Conceito Estratégico Ultramarino Português e A Inserção das Forças Armadas na Sociedade, sendo o seu livro mais conhecido Em Nome da Pátria.
É sócio efetivo da Revista Militar, Sociedade Histórica para a Independência de Portugal, Sociedade de Geografia, Associação da Força Aérea Portuguesa, Amigos de Olivença, sócio auxiliar da Liga dos Combatentes, membro da Comissão Cientifica da Comissão Portuguesa de História Militar; membro efectivo da Academia de Marinha; foi Presidente da Direcção do Movimento 10 de Junho - associação patriótica de intervenção cívica e sócio fundador e membro da direcção da Associação Cristóvão Colon.
É académico honorário da Academia Portuguesa da História.

## Biografia

### Infância e Adolescência
João José Brandão Ferreira nasceu em casa de seus pais, a 23 de Setembro de 1953, em Algés.
Filho de António Augusto Ferreira, piloto do Rio e Barra de Lisboa e de Fernanda Isilda do Nascimento Brandão Ferreira, foi filho único de uma família de classe média de Algés.
Na infância, frequentou o externato D.Luís em Algés, onde fez o ensino primário.
Entrou no Liceu Nacional de Oeiras, onde concluiu o Curso Geral dos Liceus, matriculado na alínea F(ciências).

### Carreira Militar
Em 1971, ingressa na Academia Militar no curso de Aeronáutica Militar e termina o curso em 1974, poucos meses após o 25 de Abril. Fez posteriormente o ano de tirocínio nos Estados Unidos de 5 de Janeiro de 1975 a Junho de 1976, onde tirou o curso de "Undergraduate Pilot Training".
Posteriormente, e regressado dos Estados Unidos, foi colocado na Base Aérea N.º 5 (Monte Real), onde tirou o curso de Caça em F-86 e foi Piloto operacional no mesmo avião a partir de 8 de Julho de 1976.
Em 1978, foi colocado como instrutor de Cessna T-37 na Esquadra 102 "Panchos". Escreve, no mesmo ano, o seu primeiro artigo na Revista "Mais Alto".
Em 1980, aquando a sua promoção a Capitão, casou e teve, posteriormente, um filho desse casamento. Voltou aos EUA para a Universidade da Califórnia do Sul, e pelo intermédio da Força Aérea norte-americana, fez o curso de "Flight Safety Officer Course", de prevenção de acidentes.
Para a promoção a Oficial Superior, fez o curso geral de Guerra Aérea de 1982 a 1983, no IAESFA (Sintra).
Foi posteriormente, instrutor durante três anos, na Academia da Força Aérea, responsável por toda a Formação Militar dos cadetes e pelo programa de ensino de liderança, acumulando com as funções de instrutor de voo dos aviões Cessna T-37 e Fournier RF-10.
Após os três anos como instrutor na Academia da Força Aérea, foi colocado de novo na Base Aérea N.º5, em Monte Real, frequentou o curso de qualificação em LTV A-7P Corsair II vindo, mais tarde, a comandar uma das esquadras existentes, a Esquadra 302 "Falcões", de 1986 a 1988.
Em 1987, acabou por se divorciar do seu primeiro casamento e acabou por voltar a casar um ano depois, tendo posteriormente, um filho do segundo casamento. No mesmo ano, fez um Mestrado em Estratégia pelo ISCSP.
Depois de regressado a Monte Real, foi colocado na Base Aérea N.º 1, em Sintra.
Acumulou, posteriormente, ampla experiência como oficial de Estado-Maior (na Força Aérea, Direcção Geral de Política de Defesa Nacional e EMGFA, em áreas tão diferentes como operações, política de defesa, assuntos internacionais, planeamento estratégico, etc.).
Em 1992, foi 2.º Comandante da Base Aérea N.º 11, em Beja.
Foi Adido de Defesa na República da Guiné-Bissau, Senegal e Guiné-Conakri de 1996 a 1997.

### Carreira na aviação civil e intervenções públicas
A 4 de Fevereiro de 1999 passou à reserva no posto de Tenente-Coronel, sendo na altura Chefe da Repartição de Logística do Comando Operacional da Força Aérea. Em 2004 entrou na reforma.
A partir da passagem à reserva, foi piloto em companhias de aviação "charter" tendo voado o L-1011 TriStar, Airbus A-320 e Boeing 757 e Boeing 767.
Nos tempos livres tem sido instrutor de voo em escolas de aviação, totalizando mais de 10.500 horas de voo em outros aviões como o Chipmunk, Cessna T-41 Mescalero,T-37,Northrop T-38 Talon, F-86 Sabre, Fournier RF-10 ,Vought A-7 Corsair II(A7P), Cessna Skymaster (FTB),C-152/172, Grob A/C,TB-9 e TB-20, para além dos acima mencionados.
Foi de 1997 a 2007, Instrutor na Escola de Aviação AWA (Aeronautical Web Academy).
Ao longo da sua carreira, fez cerca de uma dezena de cursos de âmbito Técnico-profissional. É sócio efectivo da Revista Militar, Sociedade Histórica para a Independência de Portugal, Sociedade de Geografia, Associação da Força Aérea Portuguesa, Amigos de Olivença, sócio auxiliar da Liga dos Combatentes, membro da Comissão Cientifica da Comissão Portuguesa de História Militar e é, também, membro efectivo da Academia de Marinha; foi Presidente da Direção do Movimento 10 de Junho - associação patriótica de intervenção cívica e sócio fundador e membro da direcção da Associação Cristóvão Colon. É académico honorário da Academia Portuguesa da História.
A 15 de outubro de 2007, participou no programa da RTP Prós e Contras sobre a Guerra do Ultramar, defendendo a legitimidade da guerra e do território ultramarino ser, de facto, Portugal. Também a 19 de março de 2012, participou no mesmo programa, Prós e Contras, acusando o Governo na altura da extinção dos feriados, de lesar a identidade nacional e que seria uma ideia absurda que não traria nenhuma vantagem.
Foi Diretor de Instrução da AWA de 2010 a 2019.

#### Processo de Difamação com Manuel Alegre
Foi também processado por Manuel Alegre por difamações estando em causa um artigo publicado no jornal "O Diabo" e no seu blog "O Adamastor", tendo Brandão Ferreira reiterado em julgamento a tese que Manuel Alegre cometeu, aos microfones da rádio Voz da Liberdade, em Argel, traição à pátria, ao incitar os militares portugueses a desertar, ao conviver com os líderes dos movimentos de libertação de Angola, Moçambique e Guiné e ao ajudá-los na guerrilha contra as tropas portuguesas no Ultramar, e tal configurar na sua opinião um crime de Traição à Pátria. Ganhou o processo em primeira instância e no Tribunal da Relação de Lisboa. Um segundo acórdão foi desfavorável ao arguido.

### Livros
Durante toda a sua vida profissional foi colaborador de quase todas as revistas militares portuguesas e de alguns jornais, tendo já publicado cerca de 1200 artigos e efetuado mais de 100 conferências. Escreve também no semanário "O Diabo".
Foi autor de vários livros como Afonso de Albuquerque o Chefe Militar, o Diplomata e o Estadista, As Ilhas Selvagens Disputadas no Jogo Geoestratégico, Guerra de África 1961-1974 e Em Nome da Pátria, sendo este último re-lançado em terceira edição em Setembro de 2019, o seu livro de maior sucesso.
A 25 de Junho de 2019, decorreu a sessão cultural intitulada “Antártida - Investigação científica portuguesa e logística” organizada pela Academia de Marinha, onde foi orador.